# Aeroportul Albany
Aeroportul Albany (IATA: ALH, ICAO: YABA) este un aeroport din Australia de Vest, Australia ce deservește zona Albany⁠(d). Aeroportul a fost tranzitat în 2022 de 55.417 pasageri. A fost numit după zona deservită.
Situat la o altitudine de 66 m, aeroportul dispune de o singură pistă. Este operat de City of Albany⁠(d).